# Цимлянский сельсовет
Цимлянский сельсовет — упразднённое сельское поселение в Шпаковском районе Ставропольского края России.
Административный центр — посёлок Цимлянский.

## История
Решением Ставропольского крайисполкома от 28 июня 1962 года образован Цимлянский сельсовет c центром в посёлке Цимлянском. На 1 марта 1966 года в его состав, кроме самого Цимлянского, входили: посёлки Новый Бешпагир, Северный, Степной, Ясный; хутора Гремучий, Дёмино, Холодногорский:28 (последние три населённых пункта в 1974 году вошли во вновь образованный Дёминский сельсовет). На 1 января 1983 года Цимлянский сельсовет объединял посёлки: Цимлянский (центр), Новый Бешпагир, Северный, Степной, Ясный:29.
В 1996 году подтверждён статус сельсовета.
Статус и границы сельского поселения установлены Законом Ставропольского края от 4 октября 2004 г. № 88-КЗ «О наделении муниципальных образований Ставропольского края статусом городского, сельского поселения, городского округа, муниципального района».
16 марта 2020 года Цимлянский сельсовет был упразднён. Территория включена в Шпаковский муниципальный округ.

## Население
| 1989  | 2002  | 2010  | 2011  | 2012  | 2013  | 2014  |
| ----- | ----- | ----- | ----- | ----- | ----- | ----- |
| 2427  | ↘2173 | ↘2016 | ↗2017 | ↗2030 | ↗2040 | ↘2038 |
| 2015  | 2016  | 2017  | 2018  | 2019  | 2020  |       |
| ↘2021 | ↘1995 | ↘1984 | ↗1997 | ↘1983 | ↘1969 |       |

### Национальный состав
По итогам переписи населения 2010 года проживали следующие национальности (национальности менее 1 %, см. в сноске к строке "Другие"):
| Национальность | Численность | Процент |
| -------------- | ----------- | ------- |
| Русские        | 1482        | 73,51   |
| Даргинцы       | 195         | 9,67    |
| Кумыки         | 90          | 4,46    |
| Карачаевцы     | 59          | 2,93    |
| Чеченцы        | 52          | 2,58    |
| Аварцы         | 37          | 1,84    |
| Табасараны     | 21          | 1,04    |
| Украинцы       | 20          | 0,99    |
| Другие         | 60          | 2,98    |
| Итого          | 2016        | 100,00  |

## Состав сельского поселения
| № | Населённый пункт | Тип населённого пункта          | Население |
| - | ---------------- | ------------------------------- | --------- |
| 1 | Новый Бешпагир   | посёлок                         | ↗300      |
| 2 | Северный         | посёлок                         | ↘100      |
| 3 | Степной          | посёлок                         | ↗6        |
| 4 | Цимлянский       | посёлок, административный центр | ↘1401     |
| 5 | Ясный            | посёлок                         | ↘100      |